# The Black Album (The Dandy Warhols)
The Black Album è un album studio del gruppo statunitense The Dandy Warhols. Era stato originariamente registrato nel 1997, e doveva essere pubblicato subito dopo il loro album di debutto, ma venne rifiutato dall'etichetta della band, la Capitol Records. Le canzoni Good Morning, Minnesoter e Boys (ribattezzata Boys Better) furono comunque inserite in  The Dandy Warhols Come Down.

## Tracce
L'album è composto da due CD; il primo è appunto The Black Album, il secondo invece, Come On Feel The Dandy Warhols, è una compilation dei Lato B dei loro singoli.

### The Black Album
1. Arpeggio Adaggio – 4:15
2. Crack Cocaine Rager – 3:07
3. Good Morning – 3:44
4. Head – 3:11
5. White Gold – 4:04
6. Boys – 4:10
7. Shiny Leather Boots (Taylor-Taylor/McCabe) – 4:25
8. Earth to The Dandy Warhols – 3:02
9. Minnesoter – 3:31
10. Twist – 4:26
11. The Wreck (Gordon Lightfoot) – 9:08

### Come on Feel the Dandy Warhols
1. Not If You Were the Last Junkie in Tony's Basement – 3:12
2. Retarded – 2:46
3. Free for All (Nugent) – 2:13
4. Dub Song – 6:31
5. Call Me (Harry/Moroder) – 3:32
6. Relax (Gill, Johnson, O'Toole) – 3:31
7. Head – 3:49
8. Thanks for the Show – 2:55
9. Lance – 2:50
10. Ohio (Young) – 4:39
11. One Saved Message – 3:55
12. Hell's Bells (Johnson/Young/Young) – 5:58
13. The Jean Genie (David Bowie) – 2:14
14. Stars (Newcombe) – 4:26
15. Dick – 5:12
16. One Ultra Lame White Boy (Taylor-Taylor/Holmstrom) – 3:11
17. We Love You Dick – 7:02
18. The Wreck of the Edmund Fitzgerald (Gordon Lightfoot) – 4:57